# 波托
波托（Poteau）位於美國奧克拉荷馬州利福勒縣，是該縣的縣治，人口8,807人。名稱來自於附近的波托河，阿肯色河的一條支流。

## 外部連結
- 官方网站
- Poteau Chamber of Commerce （页面存档备份，存于）